# Juan Jeraldino
Juan Gabriel Jeraldino Jil (* 6. Dezember 1995 in Llaillay) ist ein ehemaliger chilenischer Fußballspieler.

## Karriere
Juan Jeraldino begann seine Karriere 2013 bei Unión San Felipe, wo er gemeinsam mit seinem Zwillingsbruder Ignacio spielte, bis dieser an den AC Parma verliehen wurde. Juan Jeraldino blieb bis 2018 bei San Felipe und wechselte dann in die Segunda División zu Deportes Vallenar. Anschließend lief er für Deportres Rengo auf und unterschrieb 2020 einen Vertrag bei Deportes Colchagua. Dort blieb er bis 2021 und zog sich in den Amateurfußball zurück. 

## Sonstiges
Sein Zwillingsbruder Ignacio Jeraldino ist ebenfalls Profifußballspieler und Nationalspieler. Beide besitzen neben dem chilenischen auch den italienischen Pass.